# Golden Globe 2017
La 74ª edizione della cerimonia di premiazione dei Golden Globe ha avuto luogo l'8 gennaio 2017 al Beverly Hilton Hotel di Beverly Hills, California ed è stata trasmessa in diretta dalla rete statunitense NBC. In Italia la cerimonia è stata trasmessa in diretta su Sky Atlantic. A condurre quest'edizione è stato per la prima volta il comico e conduttore televisivo Jimmy Fallon. Le candidature sono state annunciate il 12 dicembre 2016.
La La Land è stato il film più premiato con sette vittorie, stabilendo un record; le serie televisive più premiate sono state The Crown, The Night Manager e Atlanta.
Sophia Stallone, Sistine Stallone e Scarlett Stallone, figlie di Sylvester Stallone, sono state le Golden Globe Ambassador dell'edizione.

## Premi per il cinema
Vengono di seguito indicati in grassetto i vincitori. Ove ricorrente e disponibile, viene indicato il titolo in lingua italiana e quello in lingua originale tra parentesi.

### Miglior film drammatico
- Moonlight, regia di Barry Jenkins
- La battaglia di Hacksaw Ridge (Hacksaw Ridge), regia di Mel Gibson
- Hell or High Water, regia di David Mackenzie
- Lion - La strada verso casa (Lion), regia di Garth Davis
- Manchester by the Sea, regia di Kenneth Lonergan

### Miglior film commedia o musicale
- La La Land, regia di Damien Chazelle
- Le donne della mia vita (20th Century Women), regia di Mike Mills
- Deadpool, regia di Tim Miller
- Florence (Florence Foster Jenkins), regia di Stephen Frears
- Sing Street, regia di John Carney

### Miglior regista
- Damien Chazelle – La La Land
- Tom Ford – Animali notturni (Nocturnal Animals)
- Mel Gibson – La battaglia di Hacksaw Ridge (Hacksaw Ridge)
- Barry Jenkins – Moonlight
- Kenneth Lonergan – Manchester by the Sea

### Migliore attrice in un film drammatico
- Isabelle Huppert – Elle
- Amy Adams – Arrival
- Jessica Chastain – Miss Sloane - Giochi di potere (Miss Sloane)
- Ruth Negga – Loving - L'amore deve nascere libero (Loving)
- Natalie Portman – Jackie

### Migliore attore in un film drammatico
- Casey Affleck – Manchester by the Sea
- Joel Edgerton – Loving - L'amore deve nascere libero (Loving)
- Andrew Garfield – La battaglia di Hacksaw Ridge (Hacksaw Ridge)
- Viggo Mortensen - Captain Fantastic
- Denzel Washington – Barriere (Fences)

### Migliore attrice in un film commedia o musicale
- Emma Stone – La La Land
- Annette Bening – Le donne della mia vita (20th Century Women)
- Lily Collins – L'eccezione alla regola (Rules Don't Apply)
- Hailee Steinfeld – 17 anni (e come uscirne vivi) (The Edge of Seventeen)
- Meryl Streep – Florence (Florence Foster Jenkins)

### Migliore attore in un film commedia o musicale
- Ryan Gosling – La La Land
- Colin Farrell – The Lobster
- Hugh Grant – Florence (Florence Foster Jenkins)
- Jonah Hill – Trafficanti (War Dogs)
- Ryan Reynolds – Deadpool

### Miglior film d'animazione
- Zootropolis (Zootopia), regia di Byron Howard e Rich Moore
- Kubo e la spada magica (Kubo and the Two Strings), regia di Travis Knight
- La mia vita da Zucchina (Ma vie de Courgette), regia di Claude Barras
- Oceania (Moana), regia di Ron Clements e John Musker
- Sing, regia di Garth Jennings

### Miglior film straniero
- Elle, regia di Paul Verhoeven (Francia)
- Il cliente (Forušande), regia di Asghar Farhadi (Iran)
- Divines, regia di Houda Benyamina (Francia)
- Neruda, regia di Pablo Larraín (Cile)
- Vi presento Toni Erdmann (Toni Erdmann), regia di Maren Ade (Germania)

### Migliore attrice non protagonista
- Viola Davis – Barriere (Fences)
- Naomie Harris – Moonlight
- Nicole Kidman – Lion - La strada verso casa (Lion)
- Octavia Spencer – Il diritto di contare (Hidden Figures)
- Michelle Williams – Manchester by the Sea

### Migliore attore non protagonista
- Aaron Taylor-Johnson – Animali notturni (Nocturnal Animals)
- Mahershala Ali – Moonlight
- Jeff Bridges – Hell or High Water
- Simon Helberg – Florence (Florence Foster Jenkins)
- Dev Patel – Lion - La strada verso casa (Lion)

### Migliore sceneggiatura
- Damien Chazelle – La La Land
- Tom Ford – Animali notturni (Nocturnal Animals)
- Barry Jenkins – Moonlight
- Kenneth Lonergan – Manchester by the Sea
- Taylor Sheridan – Hell or High Water

### Migliore colonna sonora originale
- Justin Hurwitz – La La Land
- Nicholas Britell – Moonlight
- Jóhann Jóhannsson – Arrival
- Volker Bertelmann e Dustin O'Halloran – Lion - La strada verso casa (Lion)
- Pharrell Williams, Hans Zimmer e Benjamin Wallfisch – Il diritto di contare (Hidden Figures)

### Migliore canzone originale
- City Of Stars (Justin Hurwitz, Benj Pasek e Justin Paul) – La La Land
- Can't Stop the Feeling! (Max Martin, Shellback e Justin Timberlake) – Trolls
- Faith (Ryan Tedder, Stevie Wonder e Francis Farewell Starlite) – Sing
- Gold (Brian Burton, Stephen Gaghan, Daniel Pemberton e Iggy Pop) – Gold - La grande truffa (Gold)
- How Far I'll Go (Lin-Manuel Miranda) – Oceania (Moana)

## Premi per la televisione
Vengono di seguito indicati in grassetto i vincitori. Ove ricorrente e disponibile, viene indicato il titolo in lingua italiana e quello in lingua originale tra parentesi.

### Miglior serie drammatica
- The Crown
- Stranger Things
- This Is Us
- Il Trono di Spade (Game of Thrones)
- Westworld - Dove tutto è concesso (Westworld)

### Miglior attrice in una serie drammatica
- Claire Foy – The Crown
- Caitriona Balfe – Outlander
- Keri Russell – The Americans
- Winona Ryder – Stranger Things
- Evan Rachel Wood – Westworld - Dove tutto è concesso (Westworld)

### Miglior attore in una serie drammatica
- Billy Bob Thornton – Goliath
- Rami Malek – Mr. Robot
- Bob Odenkirk – Better Call Saul
- Matthew Rhys – The Americans
- Liev Schreiber – Ray Donovan

### Miglior serie commedia o musicale
- Atlanta
- Black-ish
- Mozart in the Jungle
- Transparent
- Veep - Vicepresidente incompetente (Veep)

### Miglior attrice in una serie commedia o musicale
- Tracee Ellis Ross – Black-ish
- Rachel Bloom – Crazy Ex-Girlfriend
- Julia Louis-Dreyfus – Veep - Vicepresidente incompetente (Veep)
- Sarah Jessica Parker – Divorce
- Issa Rae – Insecure
- Gina Rodriguez – Jane the Virgin

### Miglior attore in una serie commedia o musicale
- Donald Glover – Atlanta
- Anthony Anderson – Black-ish
- Gael García Bernal – Mozart in the Jungle
- Nick Nolte – Graves
- Jeffrey Tambor – Transparent

### Miglior miniserie o film per la televisione
- Il caso O. J. Simpson: American Crime Story
- American Crime
- The Dresser
- The Night Manager
- The Night Of - Cos'è successo quella notte? (The Night Of)

### Miglior attrice in una mini-serie o film per la televisione
- Sarah Paulson – Il caso O. J. Simpson: American Crime Story
- Felicity Huffman – American Crime
- Riley Keough – The Girlfriend Experience
- Charlotte Rampling – London Spy
- Kerry Washington – Confirmation - Una donna per la verità (Confirmation)

### Miglior attore in una mini-serie o film per la televisione
- Tom Hiddleston – The Night Manager
- Riz Ahmed – The Night Of - Cos'è successo quella notte? (The Night Of)
- Bryan Cranston – All the Way
- John Turturro – The Night Of - Cos'è successo quella notte? (The Night Of)
- Courtney B. Vance – Il caso O. J. Simpson: American Crime Story

### Migliore attrice non protagonista in una serie, mini-serie o film per la televisione
- Olivia Colman – The Night Manager
- Lena Headey – Il Trono di Spade (Game of Thrones)
- Chrissy Metz – This Is Us
- Mandy Moore – This Is Us
- Thandie Newton – Westworld - Dove tutto è concesso (Westworld)

### Miglior attore non protagonista in una serie, mini-serie o film per la televisione
- Hugh Laurie – The Night Manager
- Sterling K. Brown – Il caso O. J. Simpson: American Crime Story
- John Lithgow – The Crown
- Christian Slater – Mr. Robot
- John Travolta – Il caso O. J. Simpson: American Crime Story

## Premi onorari
- Golden Globe alla carriera: Meryl Streep